# 미헐 뮐더르

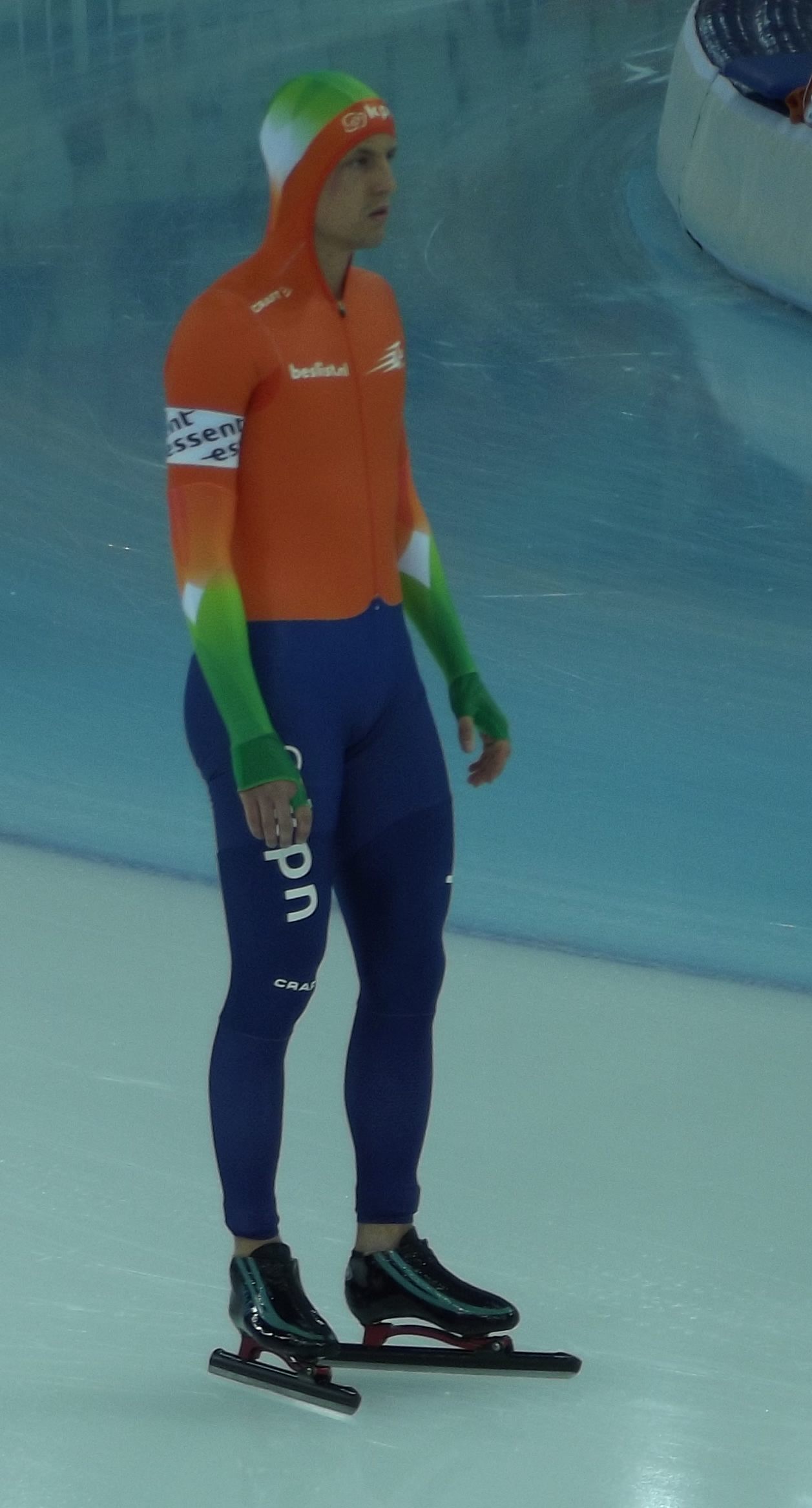

미헐 뮐더르(네덜란드어: Michel Mulder, 1986년 2월 27일~)는 네덜란드의 남자 스피드 스케이팅 선수이다.
네덜란드에서 쌍둥이 형제 로날트 뮐더르와 함께 단거리 전문 선수로 유명하다. 2013년 ~ 2014년 세계 스프린트 선수권 대회에서 우승했다. 2014년 동계 올림픽에 참가하였으며, 500m에서 우승하며, 네덜란드 남자 스피드스케이팅 선수로는 처음으로 올림픽 500m 경기에서 금메달을 딴 데 이어, 1000m에서 동메달을 획득했다.